# Pāvels Mihadjuks
Pāvels Mihadjuks est un footballeur international letton né le 27 mai 1980 à Liepāja.

## Carrière

### En sélection
Pāvels Mihadjuks est convoqué par le sélectionneur national Aleksandrs Starkovs pour un match amical face à la Bulgarie le 12 août 2009.
Il inscrit son premier but avec l'équipe nationale lettonne le 7 juin 2011 face à l'Autriche lors d'un match amical (défaite 3-1).
Il compte 14 sélections et 1 but avec l'équipe de Lettonie depuis 2009.

## Palmarès
- Avec le FK Ventspils :
  - Champion de Lettonie en 2008.

- Avec le Dundee United :
  - Vainqueur de la Coupe d'Écosse en 2010.

- Avec le FK Spartaks Jurmala
  - Champion de Lettonie en 2017.

## Statistiques détaillées

### En club
| Saison                | Club                  | Championnat           | Championnat | Championnat | Coupe(s) nationale(s) | Coupe(s) nationale(s) | Compétition(s) continentale(s) | Compétition(s) continentale(s) | Compétition(s) continentale(s) | Sélection | Sélection | Sélection | Total | Total |
| Saison                | Club                  | Division              | M.          | B.          | M.                    | B.                    | Comp.                          | M.                             | B.                             | Équipe    | M.        | B.        | M.    | B.    |
| 2004                  | Daugava               | Virslīga              | 0           | 0           | -                     | -                     | -                              | -                              | -                              | -         | -         | -         | 0     | 0     |
| 2005                  | FK Riga               | Virslīga              | 28          | 0           | -                     | -                     | -                              | -                              | -                              | -         | -         | -         | 28    | 0     |
| 2006                  | FK Riga               | Virslīga              | 26          | 0           | -                     | -                     | -                              | -                              | -                              | -         | -         | -         | 26    | 0     |
| 2007                  | FK Riga               | Virslīga              | 26          | 5           | -                     | -                     | -                              | -                              | -                              | -         | -         | -         | 26    | 5     |
| 2008                  | FK Riga               | Virslīga              | 12          | 1           | -                     | -                     | -                              | -                              | -                              | -         | -         | -         | 12    | 1     |
| 2008                  | FK Ventspils          | Virslīga              | 3           | 0           | -                     | -                     | C1                             | 1                              | 0                              | -         | -         | -         | 4     | 0     |
| 2008 - 2009           | Inverness             | Premier League        | 12          | 1           | 3                     | 1                     | -                              | -                              | -                              | -         | -         | -         | 15    | 2     |
| 2009                  | FK Ventspils          | Virslīga              | 13          | 0           | -                     | -                     | C1+C3                          | 5+4                            | 1+0                            | Lettonie  | 1         | 0         | 23    | 1     |
| 2009 - 2010           | Dundee United         | Premier League        | 3           | 0           | -                     | -                     | -                              | -                              | -                              | Lettonie  | 5         | 0         | 8     | 0     |
| 2010                  | Liepājas Metalurgs    | Virslīga              | 11          | 1           | 1                     | 0                     | -                              | -                              | -                              | Lettonie  | 4         | 0         | 16    | 1     |
| 2011                  | Liepājas Metalurgs    | Virslīga              | 23          | 1           | 3                     | 0                     | C3                             | 1                              | 0                              | Lettonie  | 4         | 1         | 31    | 2     |
| 2012                  | Liepājas Metalurgs    | Virslīga              | 12          | 2           | -                     | -                     | C3                             | 4                              | 0                              | -         | -         | -         | 16    | 2     |
| Total sur la carrière | Total sur la carrière | Total sur la carrière | 169         | 11          | 7                     | 1                     | -                              | 15                             | 1                              | 0         | 14        | 1         | 205   | 14    |

### Buts internationaux
| Buts (1) en sélection de Pāvels Mihadjuks au 21 octobre 2012 | Buts (1) en sélection de Pāvels Mihadjuks au 21 octobre 2012 | Buts (1) en sélection de Pāvels Mihadjuks au 21 octobre 2012 | Buts (1) en sélection de Pāvels Mihadjuks au 21 octobre 2012 | Buts (1) en sélection de Pāvels Mihadjuks au 21 octobre 2012 | Buts (1) en sélection de Pāvels Mihadjuks au 21 octobre 2012 | Buts (1) en sélection de Pāvels Mihadjuks au 21 octobre 2012 |
|                                                              | Date                                                         | Lieu                                                         | Adversaire                                                   | Score                                                        | Résultat                                                     | Compétition                                                  |
| ------------------------------------------------------------ | ------------------------------------------------------------ | ------------------------------------------------------------ | ------------------------------------------------------------ | ------------------------------------------------------------ | ------------------------------------------------------------ | ------------------------------------------------------------ |
| 1.                                                           | 7 juin 2011                                                  | UPC-Arena, Graz (Autriche)                                   | Autriche                                                     | 0 - 1                                                        | 3 - 1                                                        | Match amical                                                 |